# Új-Zéland az 1964. évi nyári olimpiai játékokon
Új-Zéland a japán Tokióban megrendezett 1964. évi nyári olimpiai játékok egyik részt vevő nemzete volt. Az országot az olimpián 11 sportágban 64 sportoló képviselte, akik összesen 5 érmet szereztek.

## Érmesek
| Érem  | Versenyző                   | Sportág    | Versenyszám     |
| ----- | --------------------------- | ---------- | --------------- |
| Arany | Peter Snell                 | Atlétika   | Férfi 800 m     |
| Arany | Peter Snell                 | Atlétika   | Férfi 1500 m    |
| Arany | Helmer Pedersen Earle Wells | Vitorlázás | Repülő hollandi |
| Bronz | John Davies                 | Atlétika   | Férfi 1500 m    |
| Bronz | Marise Chamberlain          | Atlétika   | Női 800 m       |

## Atlétika
Férfi
| Versenyző      | Versenyszám | Előfutam | Előfutam | Előfutam | Elődöntő | Elődöntő | Elődöntő | Döntő   | Döntő    |
| Versenyző      | Versenyszám | Idő      | Hely.    | Össz.    | Idő      | Hely.    | Össz.    | Idő     | Helyezés |
| -------------- | ----------- | -------- | -------- | -------- | -------- | -------- | -------- | ------- | -------- |
| Peter Snell    | 800 m       | 1:49,0   | 1.       | 8.       | 1:46,9   | 1.       | 3.*      | 1:45,1  |          |
| Peter Snell    | 1500 m      | 3:46,8   | 4.       | 21.**    | 3:38,8   | 1.       | 1.       | 3:38,1  |          |
| John Davies    | 1500 m      | 3:45,5   | 2.       | 13.      | 3:41,9   | 3.       | 8.       | 3:39,6  |          |
| Bill Baillie   | 5000 m      | 13:55,4  | 2.       | 11.      |          |          |          | 13:51,0 | 6.       |
| Neville Scott  | 5000 m      | 15:01,0  | 11.      | 44.      |          |          |          | kiesett | kiesett  |
| Murray Halberg | 5000 m      | 14:12,0  | 4.       | 24.*     |          |          |          | kiesett | kiesett  |
| Murray Halberg | 10 000 m    |          |          |          |          |          |          | 29:10,8 | 7.       |
| Barry Magee    | 10 000 m    |          |          |          |          |          |          | 30:32,0 | 23.      |
| Jeff Julian    | Maraton     |          |          |          |          |          |          | 2:27:57 | 29.      |
| Ivan Keats     | Maraton     |          |          |          |          |          |          | 2:36:16 | 42.      |
| Ray Puckett    | Maraton     |          |          |          |          |          |          | 2:27:34 | 27.      |

| Versenyző | Versenyszám   | Selejtező | Selejtező | Döntő    | Döntő    |
| Versenyző | Versenyszám   | Eredmény  | Helyezés  | Eredmény | Helyezés |
| --------- | ------------- | --------- | --------- | -------- | -------- |
| Les Mills | Súlylökés     | 18,05 m   | 7.*       | 18,52 m  | 7.       |
| Les Mills | Diszkoszvetés | 51,70 m   | 21.       | kiesett  | kiesett  |

Női
| Versenyző          | Versenyszám | Előfutam | Előfutam | Előfutam | Negyeddöntő | Negyeddöntő | Negyeddöntő | Elődöntő | Elődöntő | Elődöntő | Döntő   | Döntő    |
| Versenyző          | Versenyszám | Idő      | Hely.    | Össz.    | Idő         | Hely.       | Össz.       | Idő      | Hely.    | Össz.    | Idő     | Helyezés |
| ------------------ | ----------- | -------- | -------- | -------- | ----------- | ----------- | ----------- | -------- | -------- | -------- | ------- | -------- |
| Avis McIntosh      | 80 m gát    | 10,84    | 3.       | 9.*      |             |             |             | 10,90    | 5.       | 11.      | kiesett | kiesett  |
| Avis McIntosh      | 100 m       | 12,06    | 4.       | 32.      | 12,06       | 6.          | 28.         | kiesett  | kiesett  | kiesett  | kiesett | kiesett  |
| Doreen Porter      | 100 m       | 11,77    | 2.       | 14.      | 11,8        | 5.          | 19.**       | kiesett  | kiesett  | kiesett  | kiesett | kiesett  |
| Doreen Porter      | 200 m       | 24,24    | 3.       | 13.*     |             |             |             | 24,03    | 6.       | 10.      | kiesett | kiesett  |
| Marise Chamberlain | 800 m       | 2:06,8   | 2.       | 2.       |             |             |             | 2:04,6   | 1.       | 2.*      | 2:02,8  |          |

| Versenyző        | Versenyszám   | Selejtező | Selejtező | Döntő    | Döntő    |
| Versenyző        | Versenyszám   | Eredmény  | Helyezés  | Eredmény | Helyezés |
| ---------------- | ------------- | --------- | --------- | -------- | -------- |
| Val Sloper-Young | Súlylökés     | 16,40 m   | 2.        | 17,26 m  | 4.       |
| Val Sloper-Young | Diszkoszvetés | 51,94 m   | 10.       | 49,59 m  | 13.      |

* - egy másik versenyzővel azonos időt/eredményt ért el

** - két másik versenyzővel azonos időt ért el

## Birkózás
Szabadfogású
| Versenyző     | Versenyszám | 1. forduló                               | 2. forduló                          | 3. forduló        | 4. forduló        | 5. forduló        | Döntő             | Helyezés    |
| Versenyző     | Versenyszám | Ellenfél Eredmény                        | Ellenfél Eredmény                   | Ellenfél Eredmény | Ellenfél Eredmény | Ellenfél Eredmény | Ellenfél Eredmény | Helyezés    |
| ------------- | ----------- | ---------------------------------------- | ----------------------------------- | ----------------- | ----------------- | ----------------- | ----------------- | ----------- |
| Roy Meehan    | 63 kg       | Mario Tovar (MEX) · kétvállas            | Ebrahim Szeifpour (IRI) · kétvállas | kiesett           | kiesett           | kiesett           | kiesett           | helyezetlen |
| Anthony Greig | 70 kg       | Csong Donggu (Jeong Dong-gu) (KOR) · 3-1 | Klaus Rost (EUA) · kétvállas        | kiesett           | kiesett           | kiesett           | kiesett           | helyezetlen |

## Evezés
| Versenyző | Versenyszám      | Előfutam | Előfutam | Vigaszág | Vigaszág | Döntő | Döntő   | Döntő | Helyezés |
| Versenyző | Versenyszám      | Idő      | Hely.    | Idő      | Hely.    | Típus | Idő     | Hely. | Helyezés |
| --- | ---------------- | -------- | -------- | -------- | -------- | ----- | ------- | ----- | -------- |
| Murray Watkinson | Egypárevezős     | 7:49,01  | 2.       | 7:45,28  | 1.       | A     | 8:35,57 | 5.    | 5.       |
| Darien Boswell Alistair Dryden Peter Masfen Dudley Storey Robert Page (kormányos)                                                                | Kormányos négyes | 6:50,81  | 3.       | 7:09,26  | 2.       | B     | 6:45,16 | 2.    | 8.       |
| Mark Brownlee Alexander Clark Peter Delaney John Gibbons George Paterson Tony Popplewell Raymond Skinner Alan Webster Douglas Pulman (kormányos) | Nyolcas          | 6:20,63  | 4.       | 6:14,83  | 3.       | B     | 6:07,59 | 5.    | 11.      |

## Gyeplabda
| Új-zélandi férfi gyeplabdacsapat-játékoskeret                                                            | Új-zélandi férfi gyeplabdacsapat-játékoskeret                                                                |
| --- | --- |
| - John Anslow - Ernest Barnes - Trevor Blake - Peter Byers - Phil Bygrave - Timothy Carter - John Cullen | - Ross Gillespie - Bruce Judge - Grantley Judge - Ian Kerr - Brian Maunsell - Alan Patterson - Bill Schaefer |

### Eredmények
Csoportkör
A csoport
| Csapat               | M | Gy | D | V | G+ | G– | Gk  | P  |
| -------------------- | - | -- | - | - | -- | -- | --- | -- |
| Pakisztán (PAK)      | 6 | 6  | 0 | 0 | 17 | 3  | +14 | 12 |
| Ausztrália (AUS)     | 6 | 4  | 0 | 2 | 16 | 5  | +11 | 8  |
| Kenya (KEN)          | 6 | 3  | 1 | 2 | 7  | 9  | –2  | 7  |
| Japán (JPN)          | 6 | 3  | 0 | 3 | 6  | 6  | 0   | 6  |
| Nagy-Britannia (GBR) | 6 | 2  | 0 | 4 | 5  | 12 | –7  | 4  |
| Rodézia (RHO)        | 6 | 1  | 1 | 4 | 4  | 16 | –12 | 3  |
| Új-Zéland (NZL)      | 6 | 1  | 0 | 5 | 6  | 10 | –4  | 2  |

| 1964. október 12. 11:40 | Nagy-Britannia (GBR) | 0 – 2   | Új-Zéland (NZL)  |  |
| 1964. október 12. 11:40 |                      | (0 – 1) | B. Judge Bygrave |  |

| 1964. október 13. 11:40 | Kenya (KEN)           | 3 – 2   | Új-Zéland (NZL) |  |
| 1964. október 13. 11:40 | Sohal Mangat Mendonca | (1 – 1) | Byers Bygrave   |  |

| 1964. október 15. 11:40 | Japán (JPN) | 1 – 0   | Új-Zéland (NZL) |  |
| 1964. október 15. 11:40 | Takasima    | (1 – 0) |                 |  |

| 1964. október 16. 10:00 | Ausztrália (AUS) | 2 – 1   | Új-Zéland (NZL) |  |
| 1964. október 16. 10:00 | Hodder E. Pearce | (1 – 0) | Patterson       |  |

| 1964. október 18. 14:15 | Pakisztán (PAK) | 2 – 0   | Új-Zéland (NZL) |  |
| 1964. október 18. 14:15 | Ahmad Dan Afzal | (1 – 0) |                 |  |

| 1964. október 19. 11:40 | Új-Zéland (NZL) | 1 – 2   | Rodézia (RHO)  |  |
| 1964. október 19. 11:40 | Patterson       | (0 – 0) | Tomlinson Koch |  |

| Csapat          | Helyezés |
| --------------- | -------- |
| Új-Zéland (NZL) | 13.      |

## Kerékpározás

### Országúti kerékpározás
| Versenyző                                               | Versenyszám     | Idő                    | Helyezés |
| ------------------------------------------------------- | --------------- | ---------------------- | -------- |
| Laurence Byers                                          | Mezőnyverseny   | 4:39:51,74 (+0:00,11)  | 10.      |
| Max Grace                                               | Mezőnyverseny   | 4:39:51,83 (+0:00,20)  | 66.      |
| Richard Johnstone                                       | Mezőnyverseny   | 4:39:51,74 (+0:00,11)  | 17.      |
| Desmond Thomson                                         | Mezőnyverseny   | 4:39:51,81 (+0:00,18)  | 61.      |
| Laurence Byers Arthur Candy Max Grace Richard Johnstone | Csapat időfutam | 2:38:37,35 (+12:06,16) | 18.      |

## Lovaglás
Díjugratás
| Versenyző                               | Ló                      | Versenyszám | 1. forduló | 1. forduló | 2. forduló | 2. forduló | Összesen | Összesen |
| Versenyző                               | Ló                      | Versenyszám | Pont       | Hely.      | Pont       | Hely.      | Pont     | Helyezés |
| --------------------------------------- | ----------------------- | ----------- | ---------- | ---------- | ---------- | ---------- | -------- | -------- |
| Bruce Hansen                            | Tide                    | Egyéni      | 24,00      | 27.        | 32,00      | 37.        | 56,00    | 31.*     |
| Graeme Hansen                           | Saba Sam                | Egyéni      | 12,75      | 10.        | 25,00      | 33.        | 37,75    | 23.      |
| Adrian White                            | El Dorado               | Egyéni      | 37,25      | 36.        | 25,25      | 34.        | 62,50    | 35.      |
| Bruce Hansen Graeme Hansen Adrian White | Tide Saba Sam El Dorado | Csapat      | 74,00      | 10.        | 82,25      | 10.        | 156,25   | 10.      |

* - egy másik versenyzővel azonos eredményt ért el

## Ökölvívás
| Versenyző      | Versenyszám  | Selejtező         | 32-es főtábla                | Nyolcaddöntő      | Negyeddöntő       | Elődöntő          | Döntő             | Helyezés |
| Versenyző      | Versenyszám  | Ellenfél Eredmény | Ellenfél Eredmény            | Ellenfél Eredmény | Ellenfél Eredmény | Ellenfél Eredmény | Ellenfél Eredmény | Helyezés |
| -------------- | ------------ | ----------------- | ---------------------------- | ----------------- | ----------------- | ----------------- | ----------------- | -------- |
| Thomas Donovan | Könnyűsúly   | erőnyerő          | Hector Pace (ARG) · RSC      | kiesett           | kiesett           | kiesett           | kiesett           | 17.      |
| Brian Maunsell | Kisváltósúly | erőnyerő          | Jevgenyij Frolov (URS) · RSC | kiesett           | kiesett           | kiesett           | kiesett           | 17.      |

## Súlyemelés
| Versenyző     | Versenyszám | Nyomás   | Nyomás   | Szakítás | Szakítás | Lökés    | Lökés    | Összesen | Helyezés |
| Versenyző     | Versenyszám | Eredmény | Helyezés | Eredmény | Helyezés | Eredmény | Helyezés | Összesen | Helyezés |
| ------------- | ----------- | -------- | -------- | -------- | -------- | -------- | -------- | -------- | -------- |
| Donald Oliver | +90 kg      | 157,5    | 10.      | 132,5    | 12.      | 190,0    | 4.       | 480,0    | 9.       |

## Torna
Női
| Versenyző        | Versenyszám      | Selejtező | Selejtező | Döntő    | Döntő    |
| Versenyző        | Versenyszám      | Pontszám  | Helyezés  | Pontszám | Helyezés |
| ---------------- | ---------------- | --------- | --------- | -------- | -------- |
| Pauline Gardiner | Talaj            | 17,366    | 79.       | kiesett  | kiesett  |
| Pauline Gardiner | Ugrás            | 17,766    | 68.       | kiesett  | kiesett  |
| Pauline Gardiner | Felemás korlát   | 16,399    | 74.       | kiesett  | kiesett  |
| Pauline Gardiner | Gerenda          | 16,799    | 76.       | kiesett  | kiesett  |
| Pauline Gardiner | Egyéni összetett |           |           | 68,330   | 76.      |
| Theodora Hill    | Talaj            | 17,699    | 68.       | kiesett  | kiesett  |
| Theodora Hill    | Ugrás            | 17,533    | 72.       | kiesett  | kiesett  |
| Theodora Hill    | Felemás korlát   | 16,233    | 77.       | kiesett  | kiesett  |
| Theodora Hill    | Gerenda          | 17,500    | 70.       | kiesett  | kiesett  |
| Theodora Hill    | Egyéni összetett |           |           | 68,965   | 75.      |
| Jean Spencer     | Talaj            | 16,966    | 81.       | kiesett  | kiesett  |
| Jean Spencer     | Ugrás            | 17,100    | 76.       | kiesett  | kiesett  |
| Jean Spencer     | Felemás korlát   | 16,333    | 75.       | kiesett  | kiesett  |
| Jean Spencer     | Gerenda          | 15,966    | 79.       | kiesett  | kiesett  |
| Jean Spencer     | Egyéni összetett |           |           | 66,365   | 78.      |

## Úszás
Férfi
| Versenyző     | Versenyszám    | Előfutam | Előfutam | Előfutam | Elődöntő | Elődöntő | Elődöntő | Döntő   | Döntő    |
| Versenyző     | Versenyszám    | Idő      | Hely.    | Össz.    | Idő      | Hely.    | Össz.    | Idő     | Helyezés |
| ------------- | -------------- | -------- | -------- | -------- | -------- | -------- | -------- | ------- | -------- |
| David Gerrard | 200 m pillangó | 2:16,3   | 4.       | 14.      | 2:15,4   | 6.       | 13.      | kiesett | kiesett  |

Női
| Versenyző     | Versenyszám | Előfutam | Előfutam | Előfutam | Döntő   | Döntő    |
| Versenyző     | Versenyszám | Idő      | Hely.    | Össz.    | Idő     | Helyezés |
| ------------- | ----------- | -------- | -------- | -------- | ------- | -------- |
| Vivien Haddon | 200 m mell  | 2:53,4   | 2.       | 11.      | kiesett | kiesett  |

## Vitorlázás
Nyílt
| Versenyző                   | Versenyszám     | Futam | Futam | Futam | Futam | Futam | Futam | Futam | Pontszám | Helyezés |
| Versenyző                   | Versenyszám     | 1     | 2     | 3     | 4     | 5     | 6     | 7     | Pontszám | Helyezés |
| --------------------------- | --------------- | ----- | ----- | ----- | ----- | ----- | ----- | ----- | -------- | -------- |
| Peter Mander                | Finn dingi      | 716   | 1017  | 841   | 716   | 1620  | 774   | (341) | 5684     | 4.       |
| Helmer Pedersen Earle Wells | Repülő hollandi | 219   | (101) | 1423  | 946   | 1423  | 1423  | 821   | 6255     |          |